# Agrypon inclinatum
Agrypon inclinatum är en stekelart som beskrevs av Wang 1984. Agrypon inclinatum ingår i släktet Agrypon och familjen brokparasitsteklar. Inga underarter finns listade i Catalogue of Life.